# Almost Fly
Almost Fly ist eine Coming-of-Age-Serie und handelt von drei Jugendlichen, die im Jahr 1990 Hip-Hop für sich entdecken. Die Premiere lief im Mai 2022 auf Warner TV Serie. Seit 21. Juli 2022 wird sie beim Streamingdienst HBO Max ausgestrahlt. Seit Mitte Dezember 2022 ist sie beim  Streamingdienst Netflix verfügbar.

## Handlung
Die drei Jugendlichen Walter „W“, Ben und Nik gründen die Hip-Hop-Band  Atomic Trinity und rappen aufgrund mangelnder Englischkenntnis auf Deutsch.

## Besetzung

### Hauptdarsteller
| Schauspieler   | Rollenname      | Künstlername |
| -------------- | --------------- | ------------ |
| Samuel Benito  | Walter Schuster | Crazy Walt   |
| Andrew Porfitz | Ben Weber       | MC Ben-C     |
| Simon Fabian   | Nik Grossmann   | DJ QuickNik  |

### Nebendarsteller
| Schauspieler       | Rollenname                              |
| ------------------ | --------------------------------------- |
| Paula Hartmann     | Denise Griebnitz (Künstlername: D-Nice) |
| Laurids Schürmann  | Alex von Eckstein                       |
| Samy Abdel Fattah  | Cengiz Erbil                            |
| Elmo Anton Stratz  | Damir Dobrilovic                        |
| David Mayonga      | DJ Nasty                                |
| Julius Nitschkoff  | Heli Schuster                           |
| Charlotte Krause   | Sabine                                  |
| Aysha Joy Samuel   | Pearl                                   |
| Emma Preisendanz   | Sarah                                   |
| Sarah Schmidt      | Tamarah                                 |
| Richard Kreutz     | Sascha                                  |
| Felix Jordan       | Marc                                    |
| Andreas Anke       | Gerd Schuster                           |
| Anja Schneider     | Gudrun Schuster                         |
| Esther Roling      | Ute Grossmann                           |
| Cornelius Schwalm  | Rolf Grossmann                          |
| Franziska Wulf     | Cony Weber                              |
| Elsa Gluth         | Jessi Weber                             |
| Matthias Lier      | Lothar Griebnitz                        |
| Leon Ullrich       | Johannes                                |
| Kelvyn Kolt        | Jamal                                   |
| Peter Manns        | Big K                                   |
| Hendrik Heutmann   | Harry Zink                              |
| Uke Bosse          | Fränkie                                 |
| Jazzy Gabert       | Dagmar                                  |
| Lilly Joan Gutzeit | Ina                                     |
| Charlotte Lorenzen | Tina                                    |

## Episodenliste
| Nr. | Originaltitel  | Regie und Drehbuch |
| --- | -------------- | ------------------ |
| 1   | California     | Florian Gaag       |
| 2   | Funky Thang    | Florian Gaag       |
| 3   | Atomic Trinity | Florian Gaag       |
| 4   | Soundworld     | Florian Gaag       |
| 5   | Almost Fly     | Florian Gaag       |
| 6   | Fly            | Florian Gaag       |

## Auszeichnungen
- 2022: DAfFNE-Auszeichnung in der Kategorie Tongestaltung der Deutschen Akademie für Fernsehen[3][4]

## Rezeption
Serienjunkies.de bemängelte, Recherche sei „entweder sehr halbherzig betrieben oder auf Zeitkolorit einfach kein großer Wert gelegt“ worden. Filmdienst schreibt: „Die Coming-of-Age-Serie entwickelt eine amüsant-nostalgische fiktive Geschichte des Deutschrap und punktet als detailreiches und gut informiertes Popkultur-Zeitbild sowie durch ein mitreißendes Schauspielensemble und liebevoll gestaltete Charaktere.“ Karsten Umlauf merkte in der Radiosendung Kultur aktuell auf SWR2  an: „Ihrem insgesamt eher unschuldigen Tonfall bleibt die Serie treu.“